# Чезариано, Чезаре
Чезаре ди Лоренцо Чезариано (итал. Cesare di Lorenzo Cesariano; 10 декабря 1475, Милан — 30 марта 1543, Милан) — итальянский живописец и архитектор, теоретик архитектуры, представитель переходного времени между искусством периодов Возрождения и маньеризма, автор первого перевода на итальянский язык полного текста трактата древнеримского архитектора Витрувия «Десять книг об архитектуре» (De architectura libri decem).

## Биография
Информация о жизни Чезариано неполна из-за отсутствия достоверных документальных данных. После периода обучения в Милане, где его учителем был Донато Браманте, он покинул город около 1490 года из-за серьёзных семейных проблем, работал в нескольких итальянских городах, включая Феррару.
С 1496 года он долгое время жил в Реджо-Эмилии (Эмилия-Романья), столь долго, что его стали называть «Чезаре да Реджо». Его деятельность в этом городе должна была иметь важное значение для формирования ренессансного облика его архитектуры.
В Парме Чезариано расписал помещение сакристии церкви Сан-Джованни-Эванджелиста. С 1507 года он жил в Риме, где познакомился с Перуджино, Пинтуриккьо и Лукой Синьорелли. После изгнания французов из Милана и возвращения герцогов Сфорца художник вернулся в столицу Ломбрадии, между 1512 и 1513 годами служил инженером-фортификатором и придворным архитектором герцога Массимилиано Сфорца.
Работал на строительстве церкви Санта-Мария-прессо-Сан-Чельсо, проектировал часть оборонительной системы Замок Сфорца Кастелло Сфорцеско в Милане; он также участвовал в росписях миланского Собора (Дуомо). В 1528 году испанский губернатор Милана назначил Чезариано герцогским инженером. В 1535 году он стал управляющим строительства Собора.

## Перевод и издание трактата Витрувия
Несмотря на обширную строительную практику, значение Чезариано в культуре XVI века почти исключительно связано с его деятельностью как учёного и теоретика архитектуры. Именно Чезариано стал автором полного перевода с латыни и издания на итальянском языке трактата древнеримского архитектора Витрувия «Десять книг об архитектуре» (De architectura libri decem) под новым названием «Di Lucio Vitruvio Pollione de architectura libri dece traducti de latino in vulgare affigurati: commentati et con mirando ordine insigniti…». Текст был опубликован в Комо в 1521 году Готтардо да Понте с обширным комментарием и богатым иконографическим аппаратом со множеством гравюр на дереве по рисункам Чезариано в Комо в 1521 году. Книга содержит 360 страниц и была напечатана тиражом 1300 экземпляров.
До этого десятую главу сочинения Витрувия в 1511 году в Венеции опубликовал в собственном переводе на итальянский Фра Джованни Джокондо. Изданию сопутствовали споры между Чезариано и его издателями, в том числе Бенедетто Джовио, настолько, что помешали включению в работу перевода и комментариев Чезариано к заключительной части IX книги и всей X книги, которая «была заменена работой других». Тексты Чезариано частично использовали другие венецианские издатели, но вскоре все они были заменены более точным и качественным переводом Даниэле Барбаро с иллюстрациями Андреа Палладио (1556).

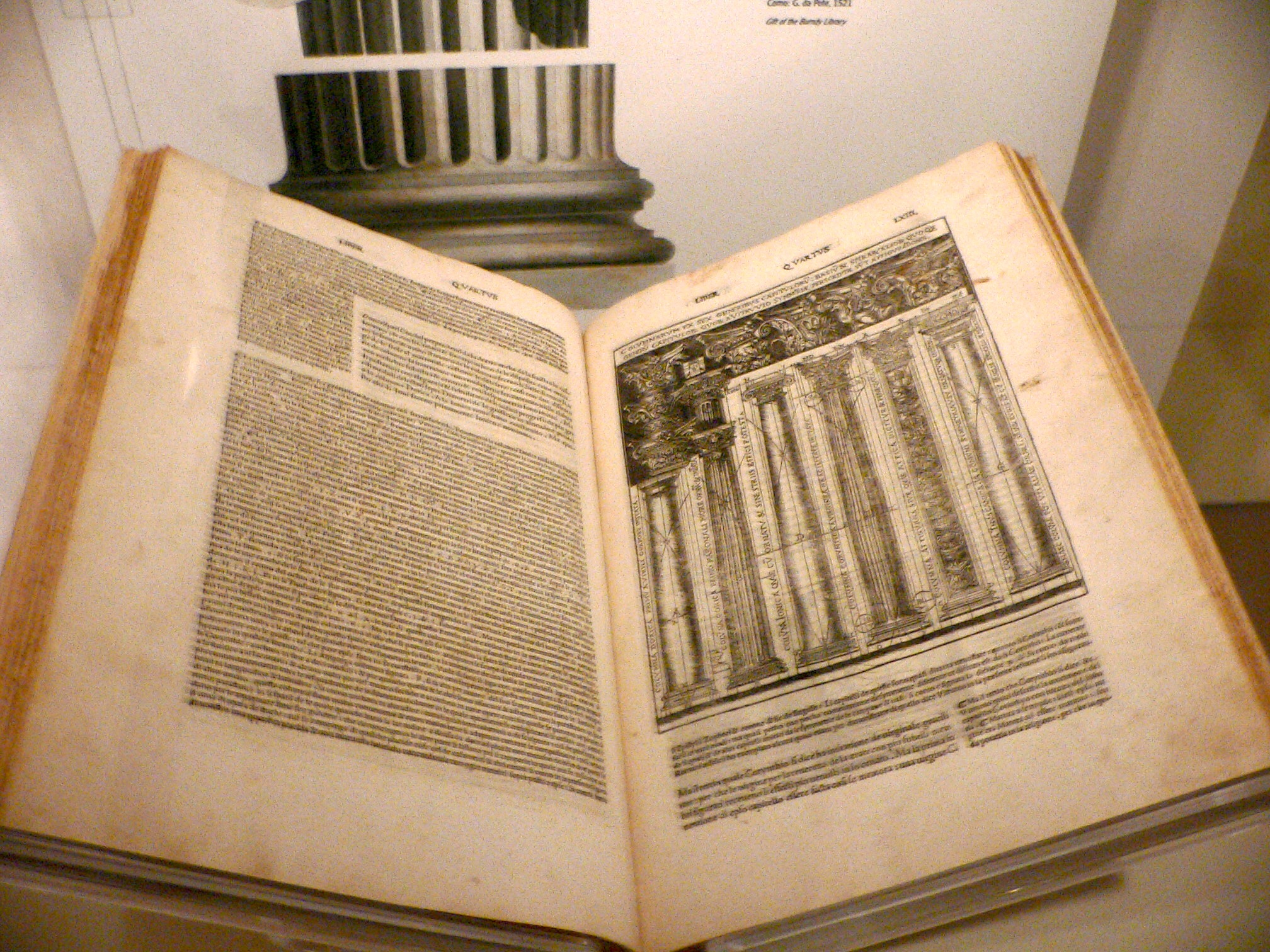
Витрувий. Десять книг об архитектуре. Издание Ч. Чезариано. 1521
Миланский собор. Разрез по средокрестию. Чертёж Ч. Чезариано из издания трактата Витрувия. 1521
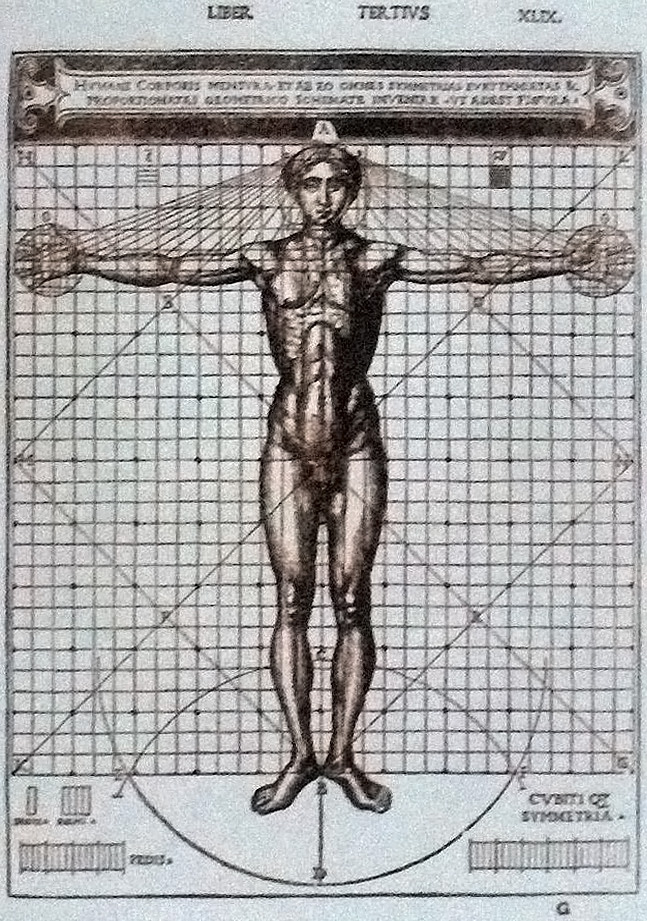
«Витрувианский человек». Иллюстрация из трактата Витрувия по рисунку Ч. Чезариано. 1521
Квадратура фигуры человека. Иллюстрация из издания трактата Витрувия